# تبوتیورون
تبوتیورون (به انگلیسی: Tebuthiuron) یک ترکیب شیمیایی با شناسه پاب‌کم ۵۳۸۳ است. شکل ظاهری این ترکیب، بلورهای جامد سفید براق است.